# Viktor Kovalenko
Pour les articles homonymes, voir Kovalenko.
Viktor Viktorovytch Kovalenko (en ukrainien : Віктор Вікторович Коваленко), né le 14 février 1996 à Kherson en Ukraine, est un footballeur international ukrainien. Il évolue au poste de milieu offensif au Empoli FC.

## Biographie

### Chakhtar Donetsk (2013-2020)
Kovalenko est formé au Chakhtar Donetsk. Il fait ses débuts en championnat face au Vorskla Poltava le 28 février 2015. En avril 2015, il atteint avec l'équipe des moins de 19 ans du club la finale de l'UEFA Youth League, perdue face au Chelsea FC.
Lors de la saison 2015-2016, il joue régulièrement en championnat et fait ses débuts dans les compétitions européennes, en Ligue des champions puis en Ligue Europa.

### Atalanta Bergame (depuis 2021)
À six mois de la fin de son contrat avec le Chakhtar, Kovalenko signe en faveur du club italien de l'Atalanta Bergame le 1er février 2021.

### En équipe nationale
Avec la sélection des moins de 19 ans, il participe au championnat d'Europe des moins de 19 ans 2014 organisée en Hongrie, puis au championnat d'Europe des moins de 19 ans 2015 qui se déroule en Grèce.
Kovalenko dispute avec la sélection ukrainienne des moins de 20 ans la Coupe du monde des moins de 20 ans 2015 en Nouvelle-Zélande. Il y marque un doublé contre la Malaisie puis un triplé face aux États-Unis. Avec cinq buts et deux passes décisives, il est le meilleur buteur du tournoi. 
En mars 2016, il fait ses deux premières apparitions avec la sélection A. Il joue à cet effet deux matchs, contre Chypre et le pays de Galles.

## Statistiques
| Saison                | Club                  | Championnat           | Championnat | Championnat | Coupe(s) nationale(s) | Coupe(s) nationale(s) | Supercoupe | Supercoupe | Compétition(s) continentale(s) | Compétition(s) continentale(s) | Compétition(s) continentale(s) | Ukraine | Ukraine | Total | Total |
| Saison                | Club                  | Division              | M.          | B.          | M.                    | B.                    | M.         | B.         | Comp.                          | M.                             | B.                             | M.      | B.      | M.    | B.    |
| 2014-2015             | Chakhtar Donetsk      | D1                    | 2           | 0           | 1                     | 0                     | -          | -          | -                              | -                              | -                              | -       | -       | 3     | 0     |
| 2015-2016             | Chakhtar Donetsk      | D1                    | 23          | 0           | 7                     | 2                     | 1          | 0          | C1+C3                          | 7+8                            | 0+2                            | 6       | 0       | 52    | 4     |
| 2016-2017             | Chakhtar Donetsk      | D1                    | 28          | 7           | 1                     | 0                     | 1          | 0          | C3                             | 8                              | 3                              | 7       | 0       | 45    | 10    |
| 2017-2018             | Chakhtar Donetsk      | D1                    | 27          | 4           | 4                     | 1                     | 1          | 0          | C1                             | 5                              | 0                              | 5       | 0       | 42    | 5     |
| 2018-2019             | Chakhtar Donetsk      | D1                    | 25          | 7           | 3                     | 0                     | 1          | 0          | C1+C3                          | 6+2                            | 0                              | 4       | 0       | 41    | 7     |
| 2019-2020             | Chakhtar Donetsk      | D1                    | 17          | 1           | 1                     | 0                     | -          | -          | C1+C3                          | 5+4                            | 0+1                            | 4       | 0       | 31    | 2     |
| 2020-2021             | Chakhtar Donetsk      | D1                    | 8           | 4           | -                     | -                     | -          | -          | C1                             | 3                              | 0                              | 4       | 0       | 15    | 4     |
| Total sur la carrière | Total sur la carrière | Total sur la carrière | 130         | 23          | 17                    | 3                     | 4          | 0          | -                              | 48                             | 6                              | 30      | 0       | 229   | 32    |

## Palmarès
Il remporte avec le Chakhtar Donetsk la Supercoupe d'Ukraine en 2015, le championnat d'Ukraine 2017 et la Coupe d'Ukraine 2017 et 2018.